# Pinguinho de Gente
Pinguinho de Gente  é um filme brasileiro de 1949, escrito e dirigido por Gilda de Abreu. 

## Sinopse
Nini sonha (Isabel de Barros) com uma boneca que assemelha-se a uma rainha vivendo numa vitrine de uma loja de brinquedos. Mas ela sabe que jamais poderá possuir a boneca, pois sua mãe (Vera Nunes) muitas vezes tem dificuldades para arranjar o necessário para a alimentação. Muito embora agora, antes de tudo, é necessário pensar no pagamento do aluguel.

## Elenco
| Ator/Atriz       | Personagem   |
| ---------------- | ------------ |
| Vera Nunes       | Maria Lúcia  |
| Isabel de Barros | Nini         |
| Anselmo Duarte   | Luiz Antônio |
| Violeta Ferraz   | Dona Mimosa  |
| Lúcia Delor      | Mathilde     |
| Antônia Marzullo | Tia Velha    |
| Mário Salaberry  | Tito         |
| Roberto Duval    | Mau Caráter  |
| José Policena    | Avô Avelar   |
| Zaquia Jorge     | Baiana       |